# GEE (navigation)
Pour les articles homonymes, voir GEE.
Le GEE (ou AMES Type 7000) était un système de radionavigation britannique utilisé par la Royal Air Force au cours de la Seconde Guerre mondiale. Le GEE a été conçu pour améliorer la précision de la navigation des avions ce qui a permis d'augmenter l'efficacité des raids d'Avro Lancasters et de différents autres bombardiers.

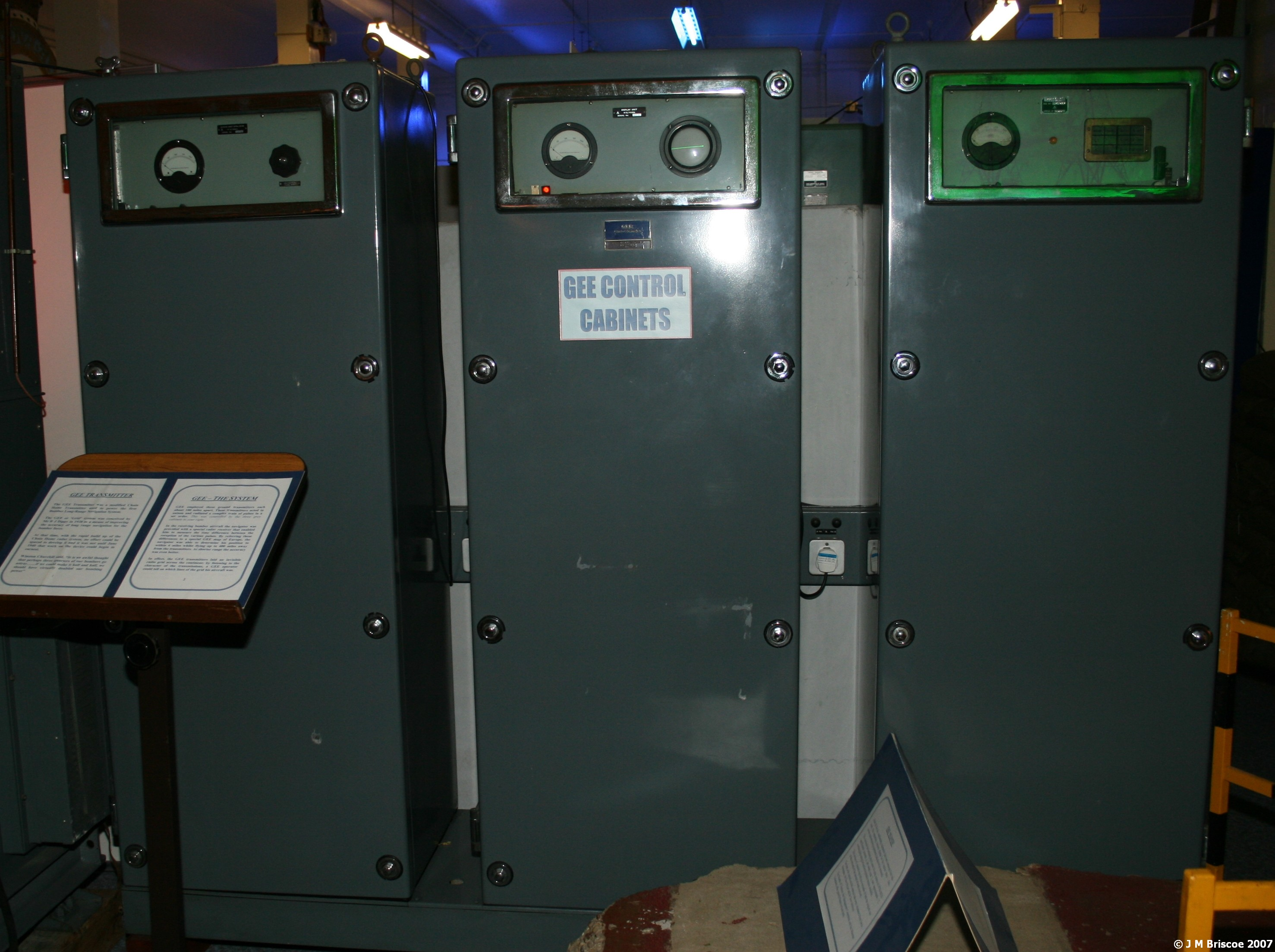
Baie de contrôle du GEE.

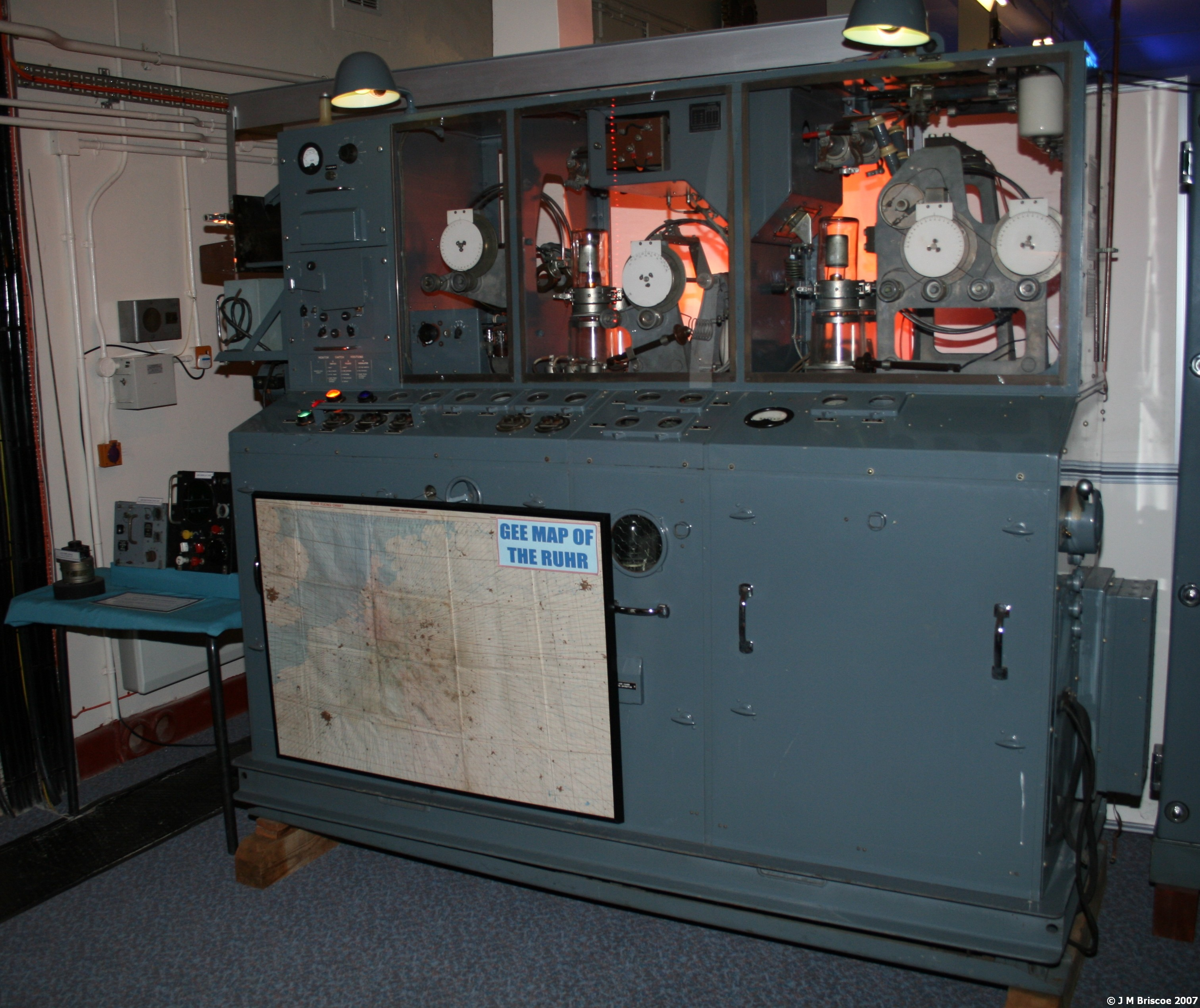
Émetteur du GEE.

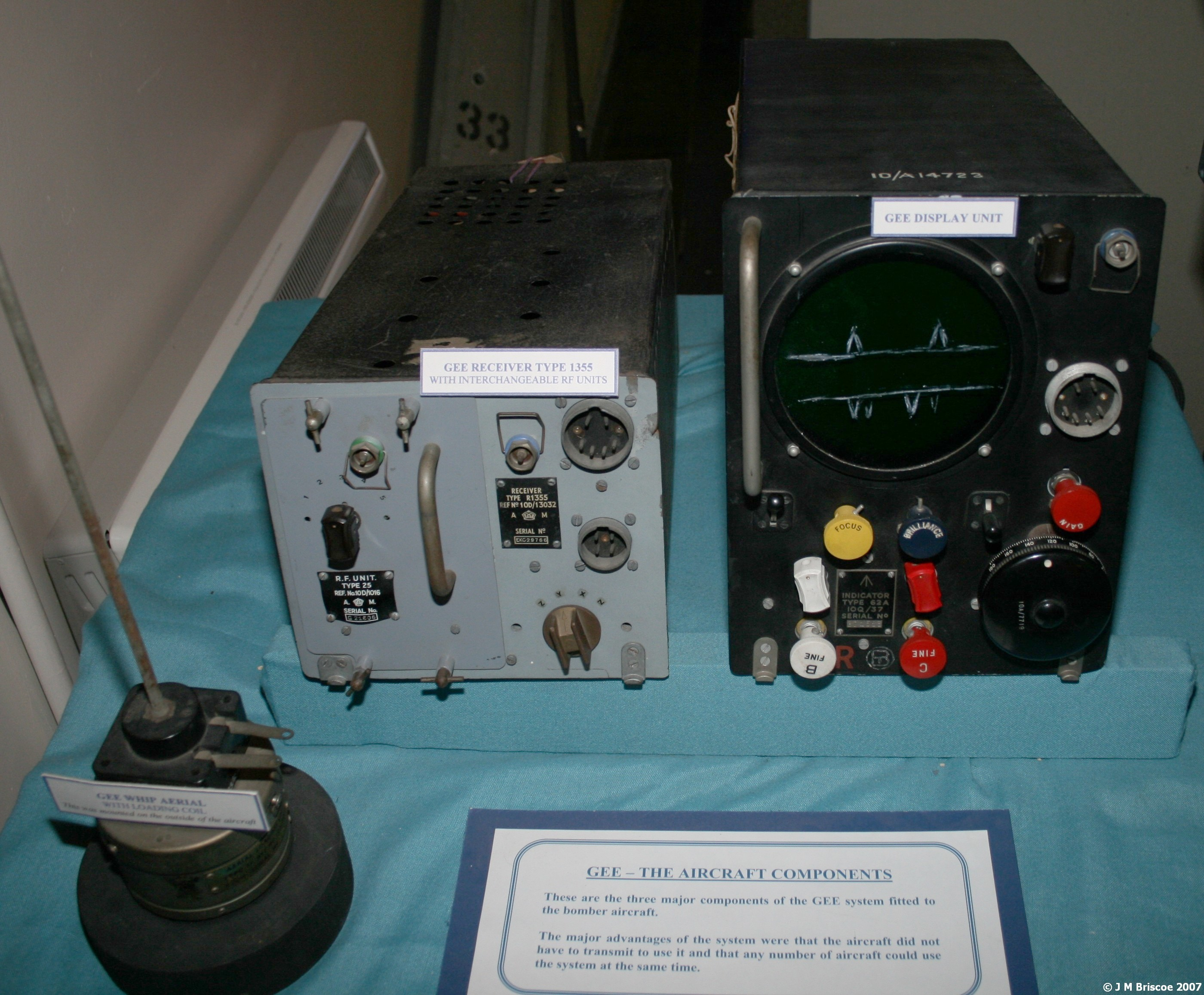
Équipement GEE embarqué.

La technologie du GEE a été développée aux États-Unis dans le cadre du système Loran. Le Loran était utilisé par l'US Air Force et la Royal Navy pendant la Seconde Guerre mondiale. Après la guerre, il devient le système civil mondial de navigation côtière le plus répandu jusqu'à ce que le GPS le rende obsolète.

## Description technique
Le GEE était un système de navigation hyperbolique semblable au système de navigation Oméga ou au Loran-C actuel.
Les émetteurs du GEE envoient des impulsions à des instants précis. Il y a trois stations, une station maître et deux stations esclaves. La station maître envoie une impulsion, suivie, deux millisecondes plus tard, d'une impulsion double. La première station esclave envoie une impulsion simple une milliseconde après l'impulsion simple de la station maître, et la deuxième station esclave envoie une impulsion simple une milliseconde après l'impulsion double de la station maître. L'ensemble du cycle est répété toutes les quatre millisecondes.

L'avion va recevoir les signaux des trois stations. L'équipement embarqué affiche les deux signaux des stations esclaves comme une déviation sur un afficheur similaire à celui d'un oscilloscope. Étant donné que la base de temps de l'afficheur est déclenchée par les impulsions de la station maître, le système d'affichage permet de visualiser le retard d'un signal par rapport à l'autre et, par conséquent, de connaitre la distance relative de l'avion par rapport à la station maître et aux deux stations esclaves. L'avion possède à son bord des cartes de navigation avec des hyperboles imprimées. Chaque hyperbole représente une ligne d'écart de temps constant entre la réception de la station maître et celle d'une des stations esclaves. Le navigateur n'a plus qu'à chercher l'intersection entre les deux hyperboles représentant les décalages des deux stations esclaves.
La grille formée par les croisements des lignes a donné son nom au système : « GEE » se prononce en anglais comme le nom de la lettre « G », initiale de grid (grille).

## GEE mis en danger
Comme on était pressé d'essayer ce nouveau système, des prototypes sont embarqués sur des vols de reconnaissance bien avant que la production en série permette d'équiper des avions pour des raids d'envergure, faisant ainsi courir le risque que le système soit détecté avant d'être pleinement opérationnel. Et en effet, un des prototypes est perdu le 13 août 1941 au cours d'une opération au–dessus de Hanovre. Bien qu'il soit équipé de charges d'autodestruction, les Britanniques ne pouvaient pas être absolument certains que le système ne soit pas analysé par les Allemands.
Reginald Victor Jones est alors chargé de dissimuler au maximum l'existence du système. Dans un premier temps, on abandonne le nom de code de « GEE » et on fait circuler de fausses informations sur un système fictif baptisé « Jay ». On espère ainsi que la similitude des deux noms crée une confusion. Des antennes supplémentaires sont ajoutées au système GEE pour émettre de faux signaux non synchronisés. Deux membres de la RAF sont envoyés dans un restaurant pour parler « sans précautions » d'un système Jay qui serait en réalité une copie du système allemand Knickebein. On s'assure également que cette conversation soit rapportée par l'intermédiaire de Double Cross. Enfin, pour compléter le dispositif, de faux signaux Knickebein sont envoyés en direction de l'Allemagne.
La ruse semble bien avoir retardé le début du brouillage qui n'est apparu que cinq mois après la mise en service du système.
GEE est très sensible au brouillage, il suffit que les Allemands génèrent des impulsions supplémentaires pour le rendre inefficace. En revanche, ce brouillage ne fonctionne qu'au–dessus du territoire allemand car les fausses impulsions doivent être reçues avec la même puissance que les vraies ce qui est impossible en Angleterre où elles apparaissent beaucoup plus faibles et ne synchronisent pas. GEE reste donc parfaitement opérationnel en Grande–Bretagne.

## Historique
Gee entre en service en mars 1942 et permet une précision de l'ordre de 150 m à courte distance pouvant aller jusqu'à 1,5 km à longue distance au–dessus de l'Allemagne. À sa portée maximale (environ 650 km) la précision est limitée à 3 km.

Contrairement au système allemand basé sur des faisceaux qui oblige les bombardiers à voler le long d'un faisceau pour atteindre son objectif, Gee émet dans toutes les directions ce qui ne permet pas de connaître la route et la destination des avions, même si les émissions sont repérées. De plus, comme Gee est un système passif — contrairement au radar H2S — il n'y a pas émission d'un signal qui pourrait faire repérer le bombardier par la chasse ennemie. Les récepteurs embarqués portent l'identification ARI 5033 pour le Gee MK. I et ARI 5083 pour le Gee MK. II.
Des bombardiers allemands ont également utilisé le système Gee lors d'attaques sur le Royaume–Uni, l'électronique provenant de récepteurs pris à l'ennemi.

## Différentes stations

### Réseau de l'Est
Le réseau de l'Est est opérationnel depuis le 22 juin 1942. La station maître est à Daventry dans le Northamptonshire.
Le poste de contrôle est Barkway dans le North Hertfordshire,.
Autres stations associées
- Clee Hill dans le Shropshire
- Stenigot dans le Lincolnshire
- Gibbet Hill, Hindhead dans le Surrey

### Réseau du Nord
Le réseau du Nord est opérationnel de la fin 1942 à mars 1946. La station maître et les postes de contrôle sont à Burifa Hill sur Dunnet Head dans le Caithness en Écosse.
Stations esclaves associées
- Scousburgh dans les Shetland
- Windyhead Hill, Pennan, Aberdeenshire
- Sango, Durness, Sutherland

### Réseau du Sud–Ouest
- Station maître : Sharpitor
- Station esclave B : Worth Matravers
- Station esclave C : Sennen
- Station esclave D : Folly
- Station de contrôle : Trerew[9]

Après la guerre un réseau de stations Gee est inauguré dans le Nord de l'Allemagne. Les stations étaient situées à Winterberg, Ibug, Nordhorn et Uchte.
Plusieurs stations ont vu le jour entre 1955 et 1959 mais elles sont apparues plus comme des leurres que comme des stations réellement opérationnelles.